# Elaphoglossum ecuadorense
Elaphoglossum ecuadorense är en träjonväxtart som beskrevs av Carl Frederik Albert Christensen. Elaphoglossum ecuadorense ingår i släktet Elaphoglossum och familjen Dryopteridaceae. Inga underarter finns listade.